# Vattenstäkra
Vattenstäkra (Oenanthe aquatica) är en tvåårig växt inom släktet stäkror av familjen flockblommiga växter. Den blir mellan 30 och 120 centimeter hög och blommar från juli till augusti med vita blommor i flock, som består av 5 till 15 strålar. Stjälken nertill är starkt uppblåst, ihålig och har rikligt med utstående grenar. Bladen är två- till treflikiga, stjälkbladsflikarna är korta och äggrunda.
Vattenstäkra är ganska sällsynt i Norden, men trivs i näringsrik dy eller lera i grunt vatten, exempelvis i sjöar, åar, dammar, betesmarkspölar och diken. Dess utbredning är stora delar av sydöstra Sverige, några få områden i sydöstra Norge, sydvästra Finland och så gott som hela Danmark.
Vattenstäkra är giftig.